# 叶芽フウカ
叶芽 フウカ（かなめ フウカ、2003年5月12日 - ）は、女性シンガーソングライター。

## 概要
東京都出身。「恋愛ソングじゃ世界は変えられないと思っていて、世界変えたいので、いのちとかだけ、うたいたい！」をモットーに、歌を紡いでいる。現在はtellERAというバンドのボーカル兼ギターでもある。
2020年、友達とカラオケにいったときに撮った動画を、YouTubeにアップし続けていた流れで、本格的に音楽に向き合うことになる。カラオケの音源で歌うよりも、弾き語りのほうが全部自分でつくっている感じがして魅力的だなと思うようになって、ギターを使い自作曲の制作を開始。
路上ライブや配信ライブ、ライブハウスなどのイベント経て、2023年5月12日に1st albumとなる「文明貢献死骸回収僕ら永遠戦争」をリリースした。

## ディスコグラフィー

### アルバム
- 文明貢献死骸回収僕ら永遠戦争（2023年5月12日）

### 雑誌
- 散歩の達人 2022年11月号（2022年10月21日）[2]